# مجلس الوزراء الكويتي (يوليو 2006)
مجلس الوزراء الكويتي - يوليو 2006 أو الحكومة الكويتية الثالثة والعشرون أو حكومة ناصر المحمد الثانية هي الوزارة رقم 23 في تاريخ دولة الكويت منذ الاستقلال عام 1961، تشكّلت في تاريخ 10 يوليو 2006، برئاسة الشيخ ناصر المحمد الأحمد الصباح، واستمرت حتى 4 مارس 2007.

## التشكيلة الوزارية
- رئيس الوزراء: ناصر المحمد الأحمد الصباح
- نائب أول لرئيس مجلس الوزراء ووزيرالداخلية ووزير الدفاع: جابر المبارك الصباح
- نائب رئيس مجلس الوزراء ووزيرالخارجية: محمد صباح السالم الصباح
- نائب رئيس مجلس الوزراء ووزير الدولة لشؤون مجلس الوزراء: إسماعيل خضر الشطي
- وزير الصحة: أحمد عبد الله الأحمد الصباح
- وزير المالية: بدر مشاري الحميضي
- وزير الأشغال العامة ووزير الدولة لشؤون الإسكان: بدر ناصر الحميدي
- وزير الشؤون الاجتماعية والعمل: صباح الخالد الحمد الصباح
- وزير التربية ووزير التعليم العالي: عادل طالب الطبطبائي
- وزير العدل ووزير الأوقاف والشؤون الإسلامية: عبد الله معتوق المعتوق
- وزير الدولة لشؤون البلدية: عبد الله سعود المحيلبي
- وزير الدولة لشؤون مجلس الأمة: عبد الهادي عبد الحميد الصالح
- وزير الطاقة: علي جراح صباح الصباح
- وزير التجارة والصناعة: فلاح فهد محمد الهاجري
- وزير الإعلام: محمد ناصر السنعوسي (استقالة) / بدر ناصر الحميدي (بالوكالة)
- وزير المواصلات: معصومة صالح المبارك